# اوبر (کمون)
اوبر (به فرانسوی: Aubers) یک کمون در فرانسه است که در canton of La Bassée واقع شده‌است. اوبر ۱۰٫۱۴ کیلومتر مربع مساحت دارد ۲۹ متر بالاتر از سطح دریا واقع شده‌است.